# Beswick
Pour les articles homonymes, voir Beswick (homonymie).
Beswick est un quartier de Manchester, au nord ouest de l'Angleterre. Il est traversé par la rivière Medlock et le canal Ashton. Il avoisine le district de plus grande taille de Bradford et on se réfère parfois à ces deux zones comme Bradford-with-Beswick.
Comme plusieurs districts du centre et de l'est de Manchester, Beswick est connu pour sa pauvreté, bien qu'il y ait eu des améliorations depuis que les jeux du Commonwealth ont eu lieu dans cette zone en 2002. 